# Culture de la céramique perforée
La culture de la céramique perforée (de -3200 à -2300 environ) est une culture archéologique reflétant un mode de vie de chasseurs-cueilleurs de la transition Mésolithique-Néolithique, au sud de la Scandinavie, principalement sur les côtes du Svealand, du Götaland, de l'Åland, du nord-est du Danemark et au sud de la Norvège. 
Elle fut d'abord contemporaine puis chevaucha la culture des vases à entonnoir, culture néolithique venue du sud depuis l'Allemagne, et ensuite la culture de la céramique cordée, culture du bronze ancien venue du sud-est depuis la Pologne. Le mode de vie était principalement fondée sur la chasse (animaux terrestres et marins comme le phoque), pêche et cueillette des plantes, on note une grande quantité de poteries percées de multiples trous (d'où son nom), ainsi qu'une semi-sédentarité avec la présence de villages. On note aussi la présence de quelques restes de moutons et cochons mais en trop faible quantité pour une économie d'élevage. L'agriculture semble absente.
La culture de la céramique perforée interroge sur le passage d'un mode de vie de chasseurs-cueilleurs (période mésolithique) à celui d'éleveurs-producteur (période néolithique) en Scandinavie. On a un moment pensé qu'il s'agissait d'un groupe néolithique issu de la culture des vases à entonnoir situé plus au sud en Allemagne, qui aurait abandonné l'agriculture du fait des latitudes trop froides pour cultiver les blés, et qui serait retourné à un mode de vie chasseur-cueilleur tout en gardant certains traits comme la production de céramique et l'importation en Scandinavie des premiers animaux domestiques. Toutefois, les types de céramiques entre les deux cultures sont différents, ainsi que la fabrication d'outils et les pratiques funéraires. De plus, les études paléo-génétiques récentes montrent clairement que les populations de la culture de la céramique perforée et de la culture des vases à entonnoir sont génétiquement distinctes, toutefois certains individus de la culture de la céramique perforée étaient métissés (c'est-à-dire issus d'un croisement avec des migrants néolithiques). Les recherches se dirigent désormais vers une acculturation de population locales au contact de populations néolithiques installées plus au sud. 
Concernant les poteries seules, l'origine de la céramique perforée semble plus ancienne et étrangère à la céramique de la culture des vases à entonnoir. Elle se rapproche en fait des céramiques de la culture de Narva ce qui indique une origine orientale et non néolithique. Ce type de poterie serait utilisé pour la conservation et la cuisson de produits issus uniquement de la chasse et de la pêche. Il en ressort que l'invention de la poterie n'est pas inféodée à l'invention de l'agriculture, et qu'elle a été inventée en de multiples endroits de manière indépendante. 

## Objets

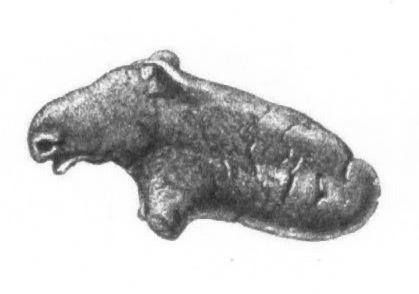
Figurine d'élan caractéristique, d'Åloppe, en Uppland, Suède.

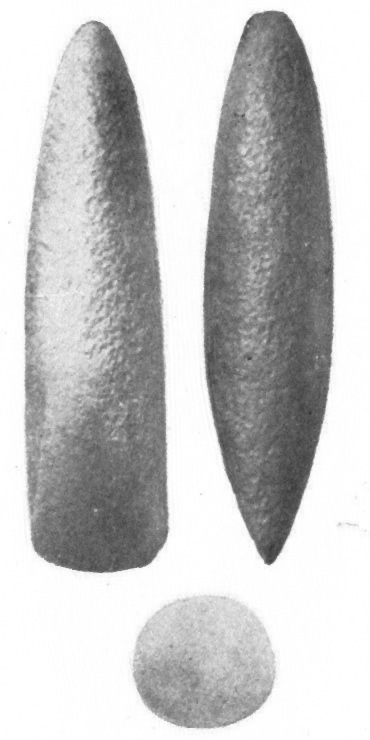
Trindyxa (hache de pierre ronde), du Gotland, en Suède.

La culture de la céramique perforée (en suédois : Gropkeramisk kultur ou Gropkeramiska kulturen) doit son nom à l'ornementation de sa céramique, généralement des petits trous ronds et les lignes horizontales. Les récipients sont uniformes et possèdent généralement des fonds pointues pour faciliter le positionnement sur le sol ou sur le feu. Leur hauteur varie de seulement quelques centimètres à 40 cm. Les villages de la côte est de la Suède ont livré de grandes quantités de poteries. À Fagervik, près de la baie de Bråviken, en Östergötland, des archéologues ont retrouvé 170 000 tessons, mais peu d'objets en silex. Les poteries de Fagervik ont fourni une chronologie en cinq phases.
- Fagervik 1 représente la céramique de la culture des vases à entonnoir, tandis que Fagervik 2-4 représentent la culture de la céramique perforée.
- Fagervik 3 and 4 sont considérés comme typiques de cette culture.
- La poterie de Fagervik 4 est habituellement très poreuse car la terre glaise était mêlée à du calcaire.
- Fagervik 5 comprend la poterie de la culture de la céramique cordée.

Les têtes de flèches pointues faites de lames de silex abondent sur la côte ouest de la Scandinavie, alors que les poteries sont rares. Cette culture de la céramique perforée était donc moins homogène que les cultures agricoles contemporaines et qui lui ont succédé.
Sa collection d'outils et d'armes est largement empruntée à la culture des vases à entonnoir (ou TRB) et à celle de la céramique cordée, alors que ces dernières furent très conservatrices avec leur production. Sa poterie caractéristique est probablement fondée sur celle de la TRB, mais ce qui était unique avec la culture de la céramique perforée, c'était les petites figurines d'animaux en argile.

## Économie et ethnologie

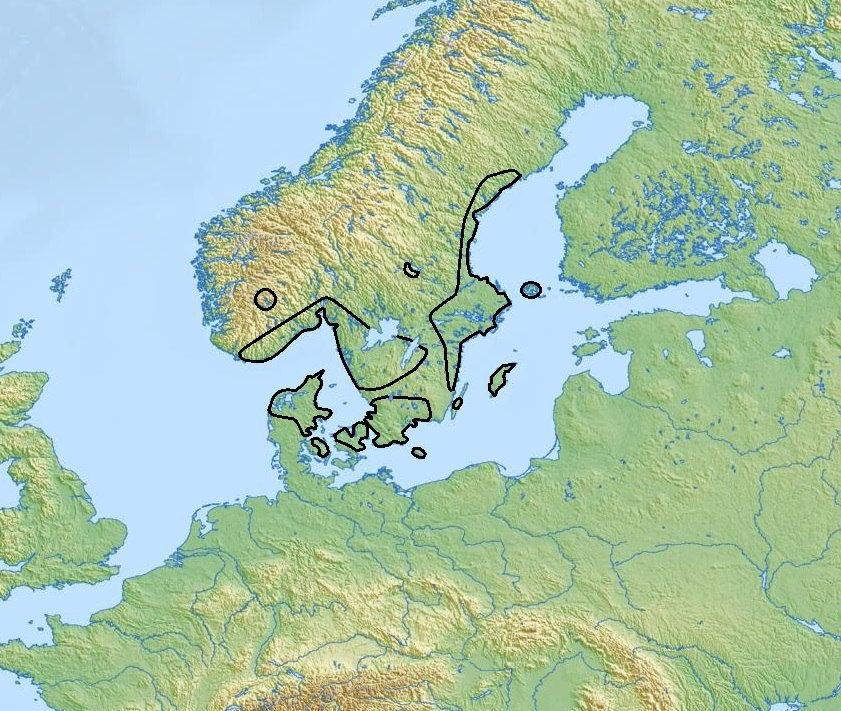
Répartition géographie de la culture de la céramique perforée

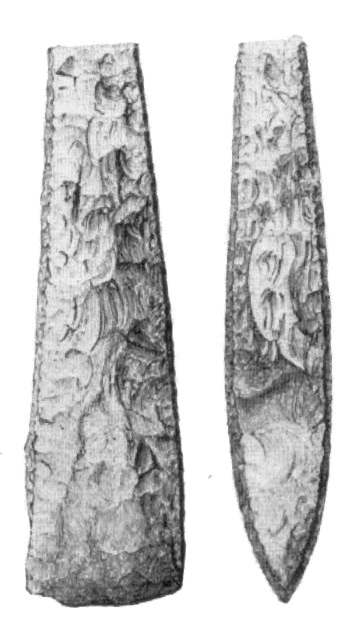
tjocknacking yxa (hache à manche épais), de Néricie, une hache de pierre caractéristique à la fois de la culture de la céramique perforée et celle des vases à entonnoir.

Il est clair d'après l'étude des poteries qu'il n'y a point de saut technologique entre la culture des vases à entonnoir et celle de la céramique perforée, et que les deux cultures paraissent avoir coexisté avec peu de conflits. Dans toutes les régions, l'économie était principalement fondée sur la pêche et la chasse d'animaux terrestres et de phoques, ainsi que sur la cueillette des plantes, comme on peut le constater sur des sites comme Ajvide (en) en Gotland. Cependant, des os à la fois de mouton et de cochon se trouvent couramment sur les sites de la culture de la céramique perforée, indiquant que certains aspects du mode de vie néolithique n'étaient pas abandonnés quand cette culture émergea à partir de la TRB.
Néanmoins, les populations semblent passer, comme c'est le cas sur l'île de Gotland, d'une subsistance de type agricole vers une subsistance basée sur la pêche. L'analyse isotopique indique que les individus de la culture des vases à entonnoir sont caractérisés par une diète terrestre alors que les individus de la culture de la céramique perforée ont une diète davantage marine. Ici, les résultats indiquent que deux groupes contemporains différents ont coexisté sur la même île pendant plusieurs centaines d'années avec une identité culturelle, des modes de vie et des régimes alimentaires distincts.
La maison sur pilotis d'Alvastra, unique, au Sud-Ouest de l'Östergötland appartient à la culture de la céramique perforée pour ce qui est de la poterie, mais à celle des vases à entonnoir pour les outils et les armes. La chasse et la cueillette en combinaison avec l'agriculture et l'élevage d'animaux indiquent une économie mixte, une combinaison qui était probablement courante au Sud de la Scandinavie à l'époque.

## Tombes
Ses pratiques funéraires ne sont pas bien connues, mais Västerbjers (sv), sur l'île de Gotland, a livré une grande quantité de cimetières, où le calcaire a bien préservé les tombes. À l'intérieur de celles-ci, les archéologues ont découvert des squelettes couchés sur le dos avec des outils en os et corne bien conservés. De nombreux objets importés témoignent des liens courants avec le continent scandinave, le Danemark et l'Allemagne. Les sépultures sont généralement des inhumations en pleine terre regroupées en cimetières.

## Langues
Ses liens avec la culture des vases à entonnoir, vraisemblablement pré-indo-européenne et avec la culture de la céramique cordée, probablement proto-indo-européenne, sont débattus. Comme cette langue n'a laissé aucune trace, ses affiliations linguistiques sont un mystère. On a suggéré que le peuple de cette culture parlait une langue reliée aux langues finno-ougriennes et fournissait les caractéristiques linguistiques uniques à la base de l'hypothèse du substrat germanique.
Ainsi, des emprunts lexicaux des chasseurs-cueilleurs de cette culture vers le proto-germanique ont été évoqués : notamment l'adoption potentielle du proto-germanique *selhaz « phoque »  (vieux norvégien selr, vieil anglais seolh, vieux haut allemand selah ) ainsi que du proto-balto-finnois *šülkeš « Phoque » (finnois hylje, estonien hüljes) qui seraient issus de la culture sous-néolithique de la céramique perforée à dominante marine.

## Populations et génétique
L'analyse de l'ADN extrait de restes humains des anciens habitants de la Scandinavie tendrait à prouver que les hommes de la culture de la céramique perforée ne sont pas les ancêtres directs de la plupart des Scandinaves modernes (y compris pour les Samis du nord de la Scandinavie), mais sont plus étroitement liées aux populations contemporaines de la région de la Baltique orientale. Ces résultats vont dans le sens des hypothèses découlant des analyses archéologiques qui proposent un remplacement de la population néolithique ou post-néolithique en Scandinavie. Ces données sont également compatibles avec le point de vue que la Baltique orientale représente un refuge génétique pour certaines populations européennes de chasseurs-cueilleurs.
Une étude génétique publiée en 2019 confirme ces éléments et montre que les individus de la culture postérieure des haches de combat ne sont pas les descendants génétiques directs de groupes de la céramique perforée. Ce changement génétique ne peut s'expliquer que par une migration en Scandinavie de personnes ayant une grande proportion d'ascendance provenant des steppes pontiques.
Une nouvelle étude publiée en 2020 conclut que l'arrivée en Scandinavie des éleveurs de la culture des haches de combat a influencé culturellement, mais non génétiquement (via la migration ou l'échange de partenaires) les habitants de la céramique perforée.
Ainsi, ces chasseurs-cueilleurs (à la fois en termes de mode de vie et de composition génétique) de la culture de la céramique perforée ont coexisté à proximité (mais sans flux de gènes important) avec les populations de la culture des vases à entonnoir au 4e millénaire avant notre ère et la culture des haches de combat, la variante scandinave de la culture de la céramique cordée, dans la première moitié du 3e millénaire avant notre ère.